# 김연강
김연강(1995년 5월 24일 ~ )은 대한민국의 뮤지컬 배우다.

## 방송
- 더블 캐스팅 (2020) - Top44

## 공연
- 갈매기 - 성남 (2016)